# Backnang Wolverines
Die Backnang Wolverines sind ein Verein für American Football aus Backnang in Baden-Württemberg.

## Geschichte

### Anfänge
Gegründet wurden die Wolverines im Jahre 1985. Das Wappentier Wolverine ist ein Vielfraß oder Bärenmarder. Der Name ist durch die ebenfalls blau-gelbe US-College-Mannschaft Michigan Wolverines bekannt.
Bundesweit nahmen Mitte der 1980er Jahre ca. vier Dutzend Mannschaften am regulären Ligabetrieb teil, meist in Großstädten oder Orten mit US-Garnisonen, wie etwa die Ansbach Grizzlies, dreifacher deutscher Meister in der Frühzeit des deutschen Footballs. In der Region etabliert waren zu der Zeit u. a. die Stuttgart Scorpions und die Schwäbisch Hall Unicorns. Von 1986 bis 1990 konnten die Wolverines lediglich sechs Freundschaftsspiele sowie einige Scrimmages (Testspiele ohne offiziellen Schiedsrichter mit festgelegter Anzahl an Spielzügen) gegen andere Teams absolvieren, u. a. die Lahr Bengals, Büsnau Bats, Stuttgart Stallions, Holzgerlingen Saints, Göppingen Red Hole Bombers und Konstanz 89ers. In Bad Säckingen fand ein Benefizspiel gegen die Black Forest Spirits aus Waldshut statt.
In Backnang standen keine geeigneten Spiel- bzw. Trainingsstätten zur Verfügung, es wurden teils Schul- oder Bolzplätze benutzt. Die Fußballvereine hatten Bedenken, dass beim Football das Spielfeld in Mitleidenschaft gezogen werden könnte. Einige Spieler erwarben in der Zeit Spielpraxis bei den Fellbach Sioux, die von 1987 bis 1990 in der zweiten Bundesliga Mitte (heute: German Football League 2) spielten.

### Ligabetrieb 1991–1992
Anfang 1991 kehrten die Fellbacher Spieler nach Backnang zurück, wo nun meist im Karl-Euerle-Stadion gespielt werden konnte, während das Training auf den Kunstrasenplätzen in den Etzwiesen oder neben dem Karl-Euerle-Stadion der Viktoria Backnang stattfand. Der Verband ermöglichte angesichts der Spieler mit Zweitligaerfahrung kurzfristig eine Teilnahme am Spielbetrieb der Verbandsliga Baden-Württemberg und das Team mit erfahrenen Veterans und Neulingen wurde ungeschlagen Meister gegen die Lahr Bengals, Ravensburg Razorbacks und Weinheim Longhorns.
Verstärkt mit vielen Neumitgliedern und dem Amerikaner Carnell Hall gewannen die Wolverines 1992 als Aufsteiger wiederum ungeschlagen die Regionalliga Mitte-Süd gegen die Dillingen Steelhawks, Holzgerlingen Saints, Karlsruhe Cavaliers, Rhein-Neckar Renegades und Stuttgart Bats. Die Heimspiele, teils im Etzwiesen-Stadion der TSG Backnang 1919, wurden als Party organisiert und fanden zahlreichen Zuspruch mit über 1000 zahlenden Zuschauern. Aufgrund der Erfolge auf und neben dem Spielfeld wurden die Wolverines von den Lesern der Backnanger Kreiszeitung zur Backnanger Mannschaft des Jahres 1992 gewählt wurden vor den TSG-Fußballern, die im DFB-Pokal 1992 früh ausschieden.

### Zweite Bundesliga 1993–1994

#### 1993
Als Aufsteiger in die zweite Bundesliga Mitte 1993 sah sich der Verein mit der Situation konfrontiert, dass aufgrund der anstehenden Verkleinerung der 1. Bundesliga, die bis dato (und heutzutage als German Football League wieder) in zwei Gruppen mit je acht Mannschaften spielte, im Extremfall nur für zwei der insgesamt acht Teams der Gruppe Mitte ein Klassenerhalt vorgesehen war, da aus der 1. Bundesliga Süd 1993 mehrere Teams 1994 in die ebenfalls verkleinerten zweiten Ligen absteigen sollten und zudem Regionalligisten aufsteigen sollten. Deswegen beschloss man, mit Hilfe von Sponsoren gleich den Titel und den damit möglichen Erstliga-Aufstieg anzustreben. Durch ein Trainingslager in der Türkei wurde das Team von den Spielertrainern Michael Häusler (Linebacker) und Gunther „Doc“ Michel (Quarterback) vorbereitet, mit Edwin Davis (Runningback) vom Regionalligisten Stuttgart Bats wurde der spätere Top-Scorer der zweiten Bundesliga verpflichtet und mit Douglas Cantrell brachte ein weiterer Amerikaner College-Football-Erfahrung nach Backnang. Zudem wurde eine Jugendmannschaft aufgebaut, die erste Freundschaftsspiele bestritt.
Favorit der Liga waren die Frankfurt Gamblers. Der Nachfolgeverein der Frankfurter Löwen des 1977 gegründeten ersten deutschen Footballteams und zweifachen deutschen Meisters hatte vom Football-Boom profitiert, den die US-Profis der Frankfurt Galaxy 1991 und 1992 erzeugt hatten. Nach dem vorübergehenden Rückzug der US-Liga wollten europäische Unternehmer die Lücke semiprofessionell nutzen und investierten in Großstadtvereine.
Die Gegner, abgesehen von den Frankfurtern, die nur einmal knapp gegen die Scorpions verloren, wurden zunächst von der Stärke des schwäbischen Neulings überrascht. Backnang konnte auch die Lokalrivalen schlagen, gewann gegen Schwäbisch Hall Unicorns (2011 und 2012 deutscher Meister) zweimal sowie bei den Stuttgart Scorpions unter dem Fernsehturm, wo diese 2007 deutscher Vizemeister wurden. Ein Wendepunkt war die Heimniederlage vor zahlreichen Zuschauern im Rückspiel gegen die Stuttgarter, die Vizemeister wurden und damit den Klassenerhalt sicherten. Dabei zeigte sich, dass bei den Top-Teams erfahrene Head Coaches an der Seitenlinie stehen, die den Gegner gut analysieren konnten. In Backnang war noch der Einsatz von Spielertrainern üblich, wobei insbesondere in der Abwehr die Übersicht vom Spielfeldrand aus fehlte.
Am Saisonende standen für Backnang und Darmstadt jeweils 10 Siege und 4 Niederlagen zu Buche, so dass der direkte Vergleich für Platzierung und Klassenerhalt ausschlaggebend war. Die Diamonds wurden in Backnang zwar 36:7 geschlagen, aber durch die 39:6-Niederlage in Darmstadt standen zwei Touchdown-Punkte weniger zu Buche, was besonders schmerzlich war angesichts der Tatsache, dass die Wolverines als einzige Mannschaft über 400 Punkte erzielt hatten. Somit hatte Darmstadt den dritten Platz und den Klassenerhalt gesichert. Backnang wäre als vierter zusammen mit vier anderen Teams abgestiegen.
Spielergebnisse Zweite Bundesliga Mitte 1993 (German Football League 2)
| Mannschaft               | FG    | SS    | DD    | BW    | SHU   | US    | MR    | KW    |
| ------------------------ | ----- | ----- | ----- | ----- | ----- | ----- | ----- | ----- |
| Frankfurt Gamblers       | ---   | 12:13 | 27:19 | 29:6  | 48:7  | 13:0  | 34:12 | 40:6  |
| Stuttgart Scorpions      | 7:17  | ---   | 31:19 | 7:14  | 33:0  | 34:3  | 33:0  | 54:6  |
| Darmstadt Diamonds       | 6:12  | 17:10 | ---   | 39:6  | 32:21 | 56:16 | 45:6  | 35:0  |
| Backnang Wolverines      | 12:34 | 25:40 | 36:7  | ---   | 32:14 | 20:0* | 36:0  | 65:3  |
| Schwäbisch Hall Unicorns | 17:21 | 7:28  | 7:27  | 32:52 | ---   | 32:20 | 25:28 | 20:0* |
| Ulm Sparrows             | 13:31 | 0:37  | 0:19  | 17:33 | 6:13  | ---   | 47:14 | 20:0* |
| Mannheim Redskins        | 11:31 | 6:27  | 7:47  | 22:47 | 47:35 | 19:29 | ---   | 14:25 |
| Kaiserslautern Warriors  | 6:45  | 19:36 | 14:29 | 8:28  | 14:21 | 18:3  | 14:26 | ---   |

* Wertung.
Abschlusstabelle Zweite Bundesliga Mitte 1993
|    | Verein                   | Sp | G  | V  | U | Punkte | TD      | Diff. |
| -- | ------------------------ | -- | -- | -- | - | ------ | ------- | ----- |
| 1. | Frankfurt Gamblers       | 14 | 13 | 1  | 0 | 26:2   | 393:125 | +268  |
| 2. | Stuttgart Scorpions      | 14 | 11 | 3  | 0 | 22:6   | 390:145 | +245  |
| 3. | Darmstadt Diamonds       | 14 | 10 | 4  | 0 | 20:8   | 397:193 | +204  |
| 4. | Backnang Wolverines      | 14 | 10 | 4  | 0 | 20:8   | 412:252 | +160  |
| 5. | Schwäbisch Hall Unicorns | 14 | 4  | 10 | 0 | 8:20   | 251:388 | −137  |
| 6. | Ulm Sparrows             | 14 | 3  | 11 | 0 | 6:22   | 174:349 | −175  |
| 7. | Mannheim Redskins        | 14 | 3  | 11 | 0 | 6:22   | 212:475 | −263  |
| 8. | Kaiserslautern Warriors  | 14 | 2  | 12 | 0 | 4:24   | 133:436 | −303  |

Tie-Breaker aufgrund des jeweils gewonnenen direkten Vergleichs: Darmstadt vor Backnang, Ulm vor Mannheim

#### 1994
Die Wolverines hätten Ende 1993 absteigen sollen, weswegen einige ehrgeizige Spieler den Verein wechselten bzw. abgeworben wurden. Backnang durfte aber 1994 trotzdem nochmal in der 2. Bundesliga Mitte antreten, anstatt der Frankfurt Gamblers, die weder aufsteigen durften noch erneut zweitklassig spielen wollten und in die neue semiprofessionelle Football League of Europe wechselten.
Dafür hatten die Schwaben nicht geplant, aber es wurden drei US-Amerikaner verpflichtet, die allerdings weniger zum Erfolg beitrugen als die ehemaligen Stars. Der Fellbacher Ewald Fischer leitete das Training.
Aus der 1. Bundesliga Süd stiegen die Badener Greifs und Bad Homburg Falken ab, die Stuttgart Scorpions und Darmstadt Diamonds hielten ebenfalls die Klasse, während aus den Regionalligen die Rüsselsheim Razorbacks und Dillingen Steelhawks aufstiegen. Unter diesen nun sieben Zweitligisten wurde erneut der vierte Platz belegt, dieser Mittelfeldplatz war aufgrund der weiteren Reform der 2. Bundesliga von vier auf zwei Gruppen wieder nicht für den Klassenerhalt ausreichend. Die Scorpions stiegen wieder auf, Darmstadt und Rüsselsheim blieben zweitklassig, Badener Greifs und Dillingen Steelhawks gingen in die neue Regionalliga Mitte, die Bad Homburg Falken lösten sich sogar auf.

### Abstieg 1995–1998
1995 spielten die Wolverines nur in der viertklassigen Oberliga Baden-Württemberg, wo man erneut den vierten Platz belegte. Gegner waren neben den Ex-Erstligisten Mannheim Redskins und Schwäbisch Hall Unicorns noch die Rhein-Neckar Bandits und Karlsruhe Cavaliers.
Im Baden-Württemberg-Pokal stieß die Mannschaft bis ins Halbfinale vor, nachdem in den Vorjahren einmal das Pokalfinale in Stuttgart gegen die Scorpions erreicht wurde.
Für 1996 kehrten einige der Spieler zurück, und die Wolverines verpassten den Aufstieg nur knapp. Im Jahr 1997 sollte der Meistertitel und der Wiederaufstieg erreicht werden, aber durch die dünne Personaldecke musste man sich mit einem Platz im Mittelfeld begnügen. Ein Großteil der verbliebenen Leistungsträger war inzwischen über 30 Jahre alt und hatte teils über 10 Spielzeiten absolviert, oft in Angriff und Abwehr. Aus der Jugend kamen noch nicht genügend junge Spieler nach. Mit den Scorpions und Unicorns sind in der Region zwei Vereine seit den 1980ern in der German Football League etabliert, wenn auch mit Unterbrechungen.
Im Jahr 1998 stellte die erste Mannschaft den Ligaspielbetrieb aus Personalmangel ein, der Verein konzentrierte sich auf die Jugendarbeit in Form einer Spielgemeinschaft mit den Stuttgart Silver Arrows.

### Neubeginn 2002
Seit 2002 nimmt eine neue Generation von Spielern für die Backnang Wolverines kontinuierlich am Ligaspielbetrieb teil, zunächst in der Verbandsliga BaWü, 2006–2008 in der Oberliga BaWü.
Die Backnang-Wolverines-Senioren spielten 2016 in der zweiteiligen Bezirksliga Baden-Württemberg gegen die Crailsheim Titans, Bempflingen Renegades, Heidelberg Hunters, Kuchen Mammuts, Mannheim Knights, Offenburg Miners und Reutlingen Eagles.
Weiterhin werden sie 2018 in der Oberliga Baden-Württemberg spielen. Der Aufstieg von der Landes- in die Oberliga erfolgte durch eine Ligareform, die größere Ligen vorsieht.

## Weitere Teams
Neben der Herrenmannschaft (Seniors) sind die Wolverines mit zwei Jugendmannschaften im Tacklefootball (U19 und U17) und einer im Flag Football aktiv.